# كرة الماء في الألعاب الأولمبية الصيفية 2024
تقام فعاليات كرة الماء في دورة الألعاب الأولمبية الصيفية 2024 في باريس في الفترة من 27 يوليو إلى 11 أغسطس.   ستقام المباريات التمهيدية لكرة الماء في مركز باريس المائي، بينما ستقام التصفيات النهائية في صالة باريس لا ديفانس. على غرار النسخة السابقة، سيتنافس اثنان وعشرون فريقًا (اثنا عشر للرجال وعشرة للسيدات) ضد بعضهم البعض في البطولات الخاصة بهم.  